# Bojong Nangka (Kelapa Dua)
Bojong Nangka is een bestuurslaag in het regentschap Tangerang van de provincie Banten, Indonesië. Bojong Nangka telt 45.781 inwoners (volkstelling 2010).